# 青森県道163号沖飯詰五所川原線
青森県道163号沖飯詰五所川原線（あおもりけんどう163ごう おきいいづめごしょがわらせん）は青森県五所川原市を通る一般県道である。

## 概要
五所川原市大字沖飯詰で国道339号現道から西へ分岐し、すぐに国道339号五所川原北バイパスに接続して南下、JR東日本 五能線と交差して、五所川原市字柏原町で青森県道151号蒔田五所川原線に接続する。

### 路線データ
- 起点 : 五所川原市大字沖飯詰[1]（国道339号交点）
- 終点 : 五所川原市[1]（青森県道151号蒔田五所川原線交点）

## 歴史
- 1961年（昭和36年）2月10日 - 県道に認定される[1]。

## 地理

### 交差する道路
- 国道339号現道（五所川原市大字沖飯詰、起点）
- 国道339号五所川原北バイパス（五所川原市字川山千本）
- 青森県道164号林五所川原線（五所川原市字長橋）
- 青森県道151号蒔田五所川原線（五所川原市字柏原町、終点）

### 沿線の施設
- ごしょつがる農業協同組合 北支店
- 五所川原市立五所川原小学校
- 五所川原保健所